# هیتومی (فضاپیما)
هیتومی (انگلیسی: Hitomi) که با نام‌های ASTRO-H و تلسکوپ جدید پرتو ایکس (NeXT) نیز شناخته می‌شود، ماهواره اخترشناسی پرتو ایکس است که توسط آژانس کاوش‌های هوافضای ژاپن (JAXA) جهت مطالعه فرایندهای بسیار پرانرژی در گیتی راه‌اندازی شده‌است. این رصدخانه فضایی به منظور تکمیل مطالعات انجام‌شده توسط ماهواره پیشرفته کیهان‌شناسی و اخترفیزیک از طریق برآورد باند پرتو ایکس بالاتر از ۱۰ الکترون‌ولت طراحی شده است. این ماهواره ابتدا تلسکوپ جدید پرتو ایکس نام داشت و در زمان پرتاب ASTRO-H نامیده شد. پس از پرتاب ماهواره و قرارگیری آن در مدار و استقرار صفحه‌های خورشیدی، نام آن به هیتومی تغییر یافت.
فضاپیمای هیتومی در ۱۷ فوریه ۲۰۱۶ به فضا پرتاب شد و ارتباط آن با زمین در ۲۶ مارس قطع شد.